# Шульман, Зиновий Борухович
Зино́вий Борухович Шу́льман (28 октября 1904, Одесса — 30 марта 1977, Москва) — еврейский советский певец, известен исполнением популярных песен на идише.

## Биография
Родился в семье известного кантора Боруха Лейба Шульмана (1870—1963), правнук еврейского писателя Калмана Шульмана (1819—1899). Окончив гимназию, учился пению у В. Селявина (артиста Одесского оперного театра), затем у Д. Горина (в Москве).
Выступал с 1922 года. В 1924 году — первые гастроли по Украине в составе бригады Всесоюзного профессионального союза работников искусств (РАБИС). В марте 1925 года дал первый сольный концерт в Одессе, включив в программу еврейские песни и романсы.
В 1934 году окончил музыкально-драматическое отделение Государственного института театрального искусства. В 1934—1935 годах — солист московской Оперной студии-театра Станиславского.
С 1935 г. посвятил свою жизнь собиранию и исполнению еврейских песен, включая в программы также оперные арии, которые исполнял на идиш. В годы Великой Отечественной войны выступал на фронте, в госпиталях. В 1948 г. на его концерте в Москве присутствовала Голда Меир, посол Израиля в СССР.
В 1949 г. в Кисловодске после концерта был арестован. На закрытом судебном заседании в Киеве по обвинению в еврейском национализме был осуждён на десять лет лишения свободы. Реабилитирован в 1956 г., возвратился в Москву и возобновил концертную деятельность: участвовал в постановках Московского еврейского драматического ансамбля, исполнял еврейские народные песни.
В последние годы занимался преподаванием, издал «Сборник еврейских песен из репертуара Зиновия Шульмана» (М., 1973), воспоминания «Живи, моя песня. Записки певца» (Советиш Геймланд. — 1969; Дружба народов. — 1969).

## Семья
- Братья — Натан Борисович Шульман (ранний псевдоним — Владимир Донато; 1906—1983), советский пианист, композитор и концертмейстер, главный концертмейстер Киевского театра оперы и балета; Михаил Борухович Шульман (1908—1993), театральный актёр и администратор, до ареста в 1937 году — первый директор Краснознамённого ансамбля песни и пляски имени А. Александрова.
- Сестра — Симона Боруховна Шульман (1910—1948) советская журналистка, член редколлегии газеты «Вечерняя Москва».
- Дети - Жанна Зиновьевна Марковская (Шульман); Лев Зиновьевич Шульман-Приходько (1947)

## Награды и признание
- дипломант I Всесоюзного конкурса артистов эстрады (1939, Москва)[1].
- звание Узник Сиона (1997, Израиль) — посмертно.